# Robert Uhlmann
Robert Erik Uhlmann, född 14 mars 1968 i Västerås församling, Västmanlands län, är en svensk låtskrivare och musikproducent verksam i Malmö.
Tillsammans med sin bror Henrik Uhlmann har han grundat Extensive Music i Malmö som representerar artister Arash och Basshunter. Nedan följer ett utkast av några av de låtar han har varit verksam med.

## Låtar (Singlar)
- 1995 – Look Twice - Go Away
- 1995 – Look Twice - Feel The Night
- 1995 – Bushman - No 1 Else
- 1995 – Poco Loco - I'm The One
- 1996 – Poco Loco - Come Everybody
- 1997 – Dr. Alban - Long Time Ago
- 1998 – Dr. Bombay - Calcutta (Taxi Taxi Taxi)
- 1998 – Dr. Bombay - S.O.S (The Tiger Took My Family)
- 1998 – Dr. Bombay - Rice & Curry
- 1998 – Dr. Bombay - Indy Dancing
- 1998 – Smile .dk - Butterfly
- 1998 – Smile .dk - Boys
- 1998 – Smile .dk - Mr. Wonderful
- 1999 – Smile .dk - Coconut
- 1999 – Victoria Silvstedt - Party Line
- 2000 – Hanna Hedlund - Anropar försvunnen
- 2000 – Primadonna - Why Haven't I Told You (Dam-da-dam)
- 2002 – Ann Winsborn - Be The One
- 2002 – Smile .dk - Domo Domo
- 2002 – Smile .dk - Golden Sky
- 2004 – Karma Club - Lucky Star
- 2004 – Günther - Touch Me (feat. Samantha Fox)
- 2004 – Aneela & Rebecca - Bombay Dreams (Ledmotivet till filmen Bombay Dreams)
- 2005 – Arash - Boro Boro
- 2005 – Arash - Tike Tike Kardi
- 2005 – Arash - Temptation (feat. Rebecca)
- 2005 – Arash - Arash (feat. Helena)
- 2008 – Arash - Donya (feat. Shaggy)
- 2008 – Arash - Suddenly (feat. Rebecca)
- 2008 – Arash - Pure Love (feat. Helena)
- 2008 – Basshunter - Now You're Gone
- 2008 – Basshunter - All I Ever Wanted
- 2018 – Basshunter - Masterpiece